# 相永縣
相永縣是唐代黔州所屬的一個縣，武德二年分置，貞觀四年，置屬費州，十一年廢。